# Sarai (Stadt)

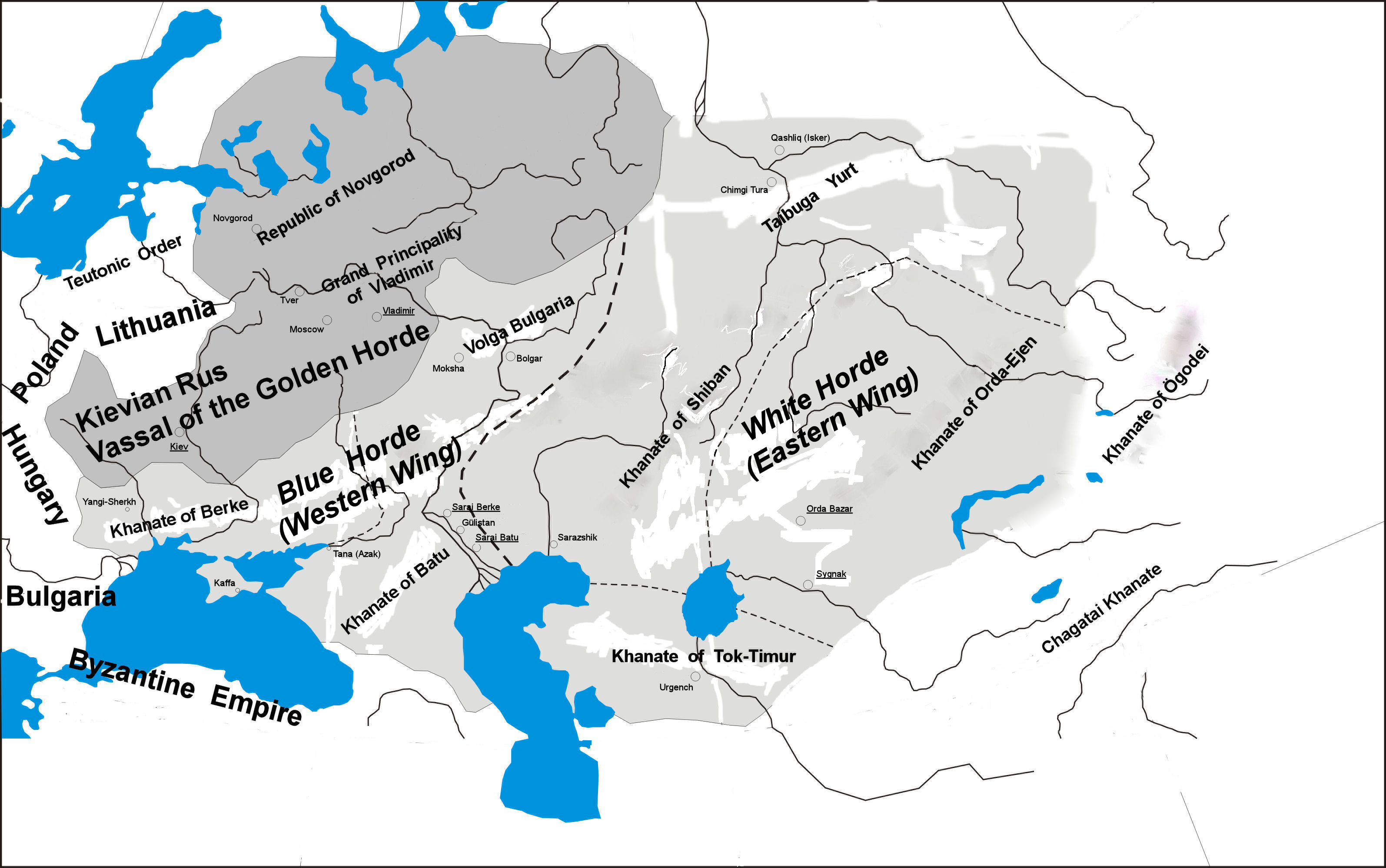
Die Goldene Horde und ihre Hauptstädte
Alt- und Neu-Sarai

Sarai (auch Saraj, Sarāy al-maḥrūs – „gottbeschütztes Haus“, Alt-Sarai, Sarai-Batu; abgeleitet von persisch سرای, DMG sarāy, ‚Haus, Wohnsitz‘ und arabisch المحروس, DMG al-maḥrūs ‚[von Gott] beschützt‘) war eine mittelalterliche Stadt, die Hauptstadt der Goldenen Horde und eine der größten Städte Eurasiens des Mittelalters.

## Alt-Sarai
Alt-Sarai wurde um 1242 von Batu Khan nach seiner Rückkehr von der Schlacht bei Muhi gegründet und befand sich an der Achtuba, einem Seitenarm der Wolga, etwa 120 Kilometer flussaufwärts vom heutigen Astrachan auf dem Gebiet des Dorfes Selitrennoje im Rajon Charabali. Ihre Einwohnerzahl wird auf bis zu 600.000 geschätzt, die Fläche der Stadt, die sich 10 Kilometer entlang des Flusses erstreckte, betrug 36 Quadratkilometer. Unter ihren Bewohnern befanden sich Mongolen, Kyptschaken, Alanen, Tscherkessen, Russen und Bulgaren, aber auch Byzantiner und Italiener. Nach der Unterwerfung des Fürstentums Wladimir-Susdal durch die Heere von Batu Khan 1238 mussten dessen Herrscher nach Sarai reisen, um vom Khan der Goldenen Horde den Fürstentitel zu empfangen.

Steppe bei Sarai-al-Machrusa, heutiges Selitrennoje

Saraj-Batu war das wirtschaftliche und Handelszentrum der Goldenen Horde und befand sich an der Seidenstraße. Jedes Volk lebte in seinem eigenen Viertel. Im jeweiligen Viertel gab es alles Lebensnotwendige – Schule, Kirche, Basar, Friedhof. Neben der Trennung nach Nationalitäten gab es die Gliederung nach Berufen – das Schmiede-, Juwelier-, Glasbläser-, Metallhandwerkerviertel. Die Mehrzahl der Bauten bestand aus Ziegelsteinen. Die Stadt besaß eine Kanalisation und eine Wasserversorgung.
1261 wurde in Saraj-Batu eine Eparchie eingerichtet.

## Neu-Sarai
Spätestens unter Dschani Beg (um 1342) wurde die Hauptstadt 180 km flussaufwärts nach Neu-Sarai (persisch-arabisch سراى الجديدة, DMG Sarāy al-ǧadīda) beim heutigen Kolobowka (ehemals Zarew) verlegt. Diese Stadt, laut Frähn erstmals 1310 auf den Münzen erscheinend, wurde wahrscheinlich unter Usbek Khan in den 1330ern zur Hauptstadt ausgebaut.
Ein weiterer Begriff ist Berke-Sarai. Es ist aber nicht klar, ob dieser mit Neu- oder mit Alt-Sarai gleichzusetzen ist.
1366 wurde Alt-Sarai von den russischen Uschkuiniki geplündert und niedergebrannt, 1395 Neu-Sarai durch Timur. Beide Städte verschwanden aber erst im 15. Jahrhundert von den Münzen.

## Archäologie
Im Laufe jahrzehntelanger Ausgrabungen in Sarai-Batu wurden archäologische Schichten des 14.–15. Jahrhunderts entdeckt, jedoch nicht aus dem 13. Jahrhundert. Es gibt eine Version von A. W. Patschkalow, der gemäß die Stadt Sarai sich zuerst im Gebiet des heutigen Dorfes Krasny Jar befand – wo Funde aus dem 13. Jahrhundert gemacht wurden – und erst ums Jahr 1330 auf das Gebiet des heutigen Dorfes Selitrennoje verlegt wurde.